# Liste du patrimoine culturel immatériel de l'humanité au Luxembourg
Cet article recense les pratiques inscrites au patrimoine culturel immatériel au Luxembourg.

## Statistiques
Le Luxembourg a ratifié la convention pour la sauvegarde du patrimoine culturel immatériel le 31 janvier 2006. La première pratique protégée est inscrite en 2010.
En 2024, le Luxembourg compte 6 éléments inscrits au patrimoine culturel immatériel, tous sur la liste représentative.

## Listes

### Liste représentative
L'élément suivant est inscrit sur la liste représentative du patrimoine culturel immatériel de l'humanité :
| Élément | Type | Subdivision | Année | Lien  | Notes | Illus. |
| --- | --- | ----------- | ----- | ----- | --- | ------ |
| La procession dansante d'Echternach | pratiques sociales, rituels et événements festifs | Echternach  | 2010  | 00392 | |        |
| L'art musical des sonneurs de trompe, une technique instrumentale liée au chant, à la maîtrise du souffle, au vibrato, à la résonance des lieux et à la convivialité | arts du spectacle |             | 2020  | 01581 | Partagé avec la Belgique, la France et l'Italie |        |
| L'irrigation traditionnelle : connaissance, technique et organisation                                                                                                | connaissances et pratiques concernant la nature et l'univers savoir-faire liés à l'artisanat traditionnel                                                                                    |             | 2023  | 01979 | Partagé avec l'Allemagne, l'Autriche, la Belgique, l'Italie, les Pays-Bas et la Suisse                                                                                    |        |
| La maïeutique : connaissances, savoir-faire et pratiques | connaissances et pratiques concernant la nature et l'univers |             | 2023  | 01968 | Partagé avec l'Allemagne, Chypre, la Colombie, le Kirghizistan, le Nigeria, la Slovénie et le Togo                                                                        |        |
| La Transhumance, déplacement saisonnier de troupeaux | connaissances et pratiques concernant la nature et l'univers |             | 2023  | 01964 | Initialement partagé, en 2019, entre l'Autriche, la Grèce et l'Italie Étendu en 2023 à l'Albanie, Andorre, la Croatie, l'Espagne, la France, le Luxembourg et la Roumanie |        |
| L'art de la construction en pierre sèche : savoir-faire et techniques                                                                                                | connaissances et pratiques concernant la nature et l'univers pratiques sociales, rituels et événements festifs savoir-faire liés à l’artisanat traditionnel traditions et expressions orales |             | 2024  | 02106 | Partagé avec l'Andorre, l'Autriche, la Belgique, Chypre, la Croatie, l'Espagne, la France, la Grèce, l'Irlande, l'Italie, la Slovénie et la Suisse                        |        |

### Patrimoine immatériel nécessitant une sauvegarde urgente
Le Luxembourg ne compte aucun élément listé sur la liste du patrimoine immatériel nécessitant une sauvegarde urgente.

### Registre des meilleures pratiques de sauvegarde
Le Luxembourg ne compte aucune pratique listée au registre des meilleures pratiques de sauvegarde.